# Merete Skavlan
Merete Skavlan (25 de julio de 1920 – 2 de noviembre de 2018) fue una actriz y directora de nacionalidad noruega. 

## Biografía
Su nombre completo era Merete Grete Bartholdy Skavlan, y nació en Oslo, Noruega, siendo sus padres el editor de prensa y director teatral Einar Skavlan y la profesora de música Margrethe Bartholdy.
Merete Skavlan estuvo involucrada con el movimiento de resistencia durante la Segunda Guerra Mundial. Al mismo tiempo se formaba como actriz bajo la dirección de Agnes Mowinckel y Hans Jacob Nilsen. Ingresó en el grupo teatral no oficial de Konstantín Stanislavski en 1943, los cuales fundaron el Studioteatret. Su debut llegó en 1945 con la obra de Thornton Wilder Den lange julemiddagen. Skavlan continuó con el Studioteatret hasta el año 1950.
Uno de sus grandes éxitos en el Studioteatret, la obra de Arthur Miller Todos eran mis hijos, supuso también su debut en el Radioteatret en 1948. Trabajó en un total de cerca de 50 producciones radiofónicas, entre ellas Tessi kan vente (de Solveig von Schoultz, 1956), Eskapade (de Finn Havrevold, 1960) y Historien om en liten historie (de Torborg Nedreaas, 1963).
Skavlan actuó en el Det norske teatret desde 1950 a 1952, en el Folketeatret entre 1952 y 1959, y en el Oslo Nye Teater desde 1959 a 1967. En los años 1960 también participó en varias producciones teatrales emitidas por televisión, siendo alguno de sus papeles el de Angustias en la obra de Federico García Lorca La casa de Bernarda Alba, y el de la Sra. Smith en la de Eugene Ionesco La cantante calva.
Su primer trabajo como directora en televisión llegó en la serie Den røde pimpernell, basada en un libro de Emma von Oszky. Antes había seguido un curso de dirección en la Academia Nacional de Teatro bajo la dirección de Gerhard Knoop. Debutó como directora teatral con una producción de la pieza de Bill Naughton Vår og portvin llevada a escena en el Det Norske Teatret en 1969. En su función de directora, trabajó en representaciones en los teatros Riksteatret, Teatro nacional de Oslo, Det norske teatret y Fjernsynsteatret.
Skavlan dirigió también en el Radioteatret, con producciones como la serie Jane Eyre (1975, con siete episodios), Balanse (1977, de Ernst Orvil), Og det ble lys (1978, de Elisabeth Thams), Den store Charlotte (1979, de Egil Haxthow), y Som skip i natten (1990, de Kirsti Brun Texmo). Además, trabajó igualmente en producciones infantiles y juveniles. 
Otra actividad de Skavlan, aparte de la actuación y la dirección, fue la enseñanza teatral, que llevó a cabo en la Statens Teaterhøgskole.
En los años 1984 a 1990 estuvo ocupada en la emisora Norsk Rikskringkasting como directora del Radioteatret. En el año 1985 estableció el Premio Estatuilla Blå fugl, otorgado anualmente por Radioteatret.
Desde 1991, Skavlan dirigió también el Teatro Intimteatret colaborando con Gerhard Knoop.
Merete Skavlan falleció el 2 de noviembre de 2018, a los 98 años de edad, en Oslo. Entre 1946 y 1978 tuvo una relación sentimental con el actor Per Sunderland, con el cual tuvo una hija.